# Tantum ergo

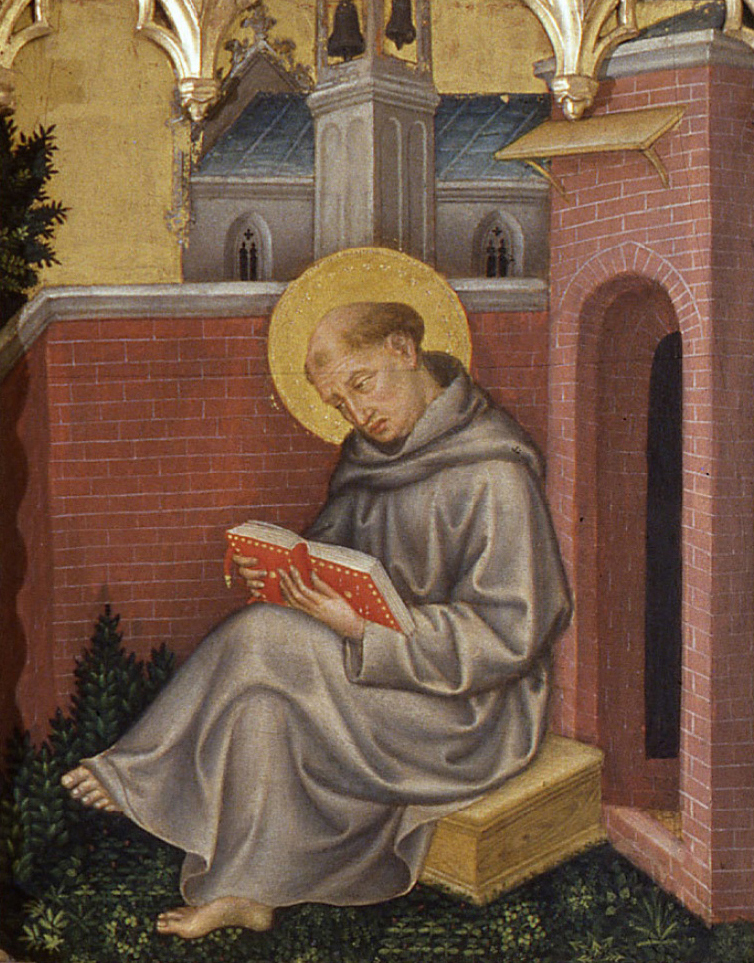
Thomas av Aquino.

Tantum ergo omfattar de sista två stroferna ur Thomas av Aquinos hymn Pange lingua.

## Text
| Latin | Svenska |
| Tantum ergo sacramentum Veneremur cernui, Et antiquum documentum Novo cedat ritui. Praestet fides supplementum Sensuum defectui. | Detta så stora sakrament må vi alltså falla ner och vörda, och må den gamla undervisningen vika för den nya riten; må tron komplettera med det som sinnena inte förmår [fatta].                                                            |
| Genitori genitoque Laus et jubilatio Salus, honor, virtus quoque Sit et benedictio! Procedenti ab utroque Compar sit laudatio!   | Den som föder [= Fadern] och den Födde [= Sonen] tillhör lovprisning och jubelsång; må även hyllning, heder, kraft och välsignelse [= lovprisning] ges [åt Fadern och Sonen]; åt den som framgår ur bägge [= Anden] må likvärdigt lov ges. |

## Tonsättningar i urval
- Joseph Haydn, op. 76 nr. 3, melodin är den österrikiska kejsarhymnen Gott erhalte Franz den Kaiser.
- Wolfgang Amadeus Mozart, Tantum ergo in Bb-dur, KV 142
- Franz Schubert, Tantum ergo, för kör, orkester och solister (1821) och Tantum ergo för sångsolister, kör och stor orkester (utan flöjter) i Eb-dur, D 962 (1828)
- Gioacchino Rossini, Tantum ergo (1824 och 1847)
- Anton Bruckner, Tantum ergo, WAB 42 (1848)
- Louis Vierne, Tantum ergo, för orgel, op. 2 (1891)
- Charles Marie Widor, Tantum ergo för baryton, blandad kör och orgel
- Marcel Dupré, Tantum ergo, 3. Motett i: Quatre Motets, op.9 (1916)
- Jehan Ariste Alain, Tantum ergo, för sopran, baryton och orgel, JA 140 (1938)
- Maurice Duruflé, Tantum ergo i Quatre Motets sur des Thèmes Grégoriens op. 10 för kör a cappella (1960).
- Fredrik Sixten  för Sopransolo och blandad kör a cappella (SSAATTBB) (2008)